# تريسي جاكسون
تريسي جاكسون (بالإنجليزية: Tracy Jackson)‏ مواليد 21 أبريل 1959 في روكفيل، هو لاعب كرة سلة أمريكي معتزل. بدأ مسيرته الاحترافية في سنة 1981. تم اختياره من قبل فريق بوسطن سيلتكس خلال الدرافت. يبلغ طوله 6 قدم 6 بوصة (2.0 م). اعتزل اللعب في 1985.

## المسيرة الاحترافية
لعب مع بوسطن سيلتكس في سنة 1981، ثم لعب مع شيكاغو بولز من سنة 1981 إلى 1983، ثم لعب مع إنديانا بايسرز في سنة 1984.

## روابط خارجية
- تريسي جاكسون على موقع إن بي أي (الإنجليزية)
- تريسي جاكسون على موقع سبورتس رفرنس (الإنجليزية)
- تريسي جاكسون على موقع كلية كرة السلة في سبورتس رفرنس.كوم (الإنجليزية)
- تريسي جاكسون على موقع ريلجم (الإنجليزية)
- تريسي جاكسون على موقع بروبوليرز (الإنجليزية)